# Amomum exertum
Amomum exertum là một loài thực vật có hoa trong họ Gừng. Loài này được Benedetto Scortechini mô tả khoa học đầu tiên năm 1886 dưới danh pháp Cyphostigma exertum trong Nuovo Giorn. Bot. Ital. xviii. (1886) 310, t. 13. Năm 1892, John Gilbert Baker thiết lập chi Elettariopsis và chuyển nó sang chi này với danh pháp là Elettariopsis exserta. Phân tích phát sinh chủng loại phân tử chi Amomum nghĩa rộng năm 2018 của de Boer et al. cho thấy nó thuộc về chi Amomum nghĩa hẹp, vì thế nó được Jana Leong-Škorničková và Kristýna Hlavatá chuyển sang chi Amomum.

## Phân bố
Loài này có ở Thái Lan bán đảo và Malaysia bán đảo.